# Afumați (Dolj)

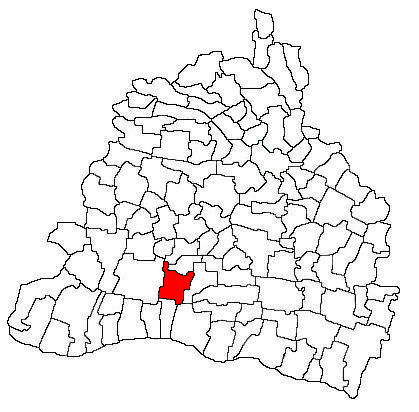
Localização de Afumaţi

é uma comuna romena localizada no distrito de Dolj, na região de Oltênia. A comuna possui uma área de 60.43 km² e sua população era de 3059 habitantes segundo o censo de 2007.